# Lavandula × intermedia
Il lavandino (Lavandula × intermedia Emeric ex Loisel.) è una pianta aromatica, ibrido tra L. angustifolia × L. latifolia.
È coltivato industrialmente per la produzione di olii essenziali.
Cresce fino ai 600 m s.l.m. e tollera poco il freddo dell'inverno.